# Ordu (circonscription électorale)
La circonscription électorale d'Ordu correspond à la province du même nom et envoie 6 députés à la Grande assemblée nationale de Turquie (5 entre 2015 et 2018).

## Composition
La circonscription d'Ordu est divisée en 19 districts (ilçe). Chaque district est composé d'un chef-lieu et de municipalités (communes et villages).

## Résultats électoraux

### Élections législatives de 2018
| Partis                   | Partis                                        | Voix    | %     | Sièges | +/-           | Élus                                            |
| ------------------------ | --------------------------------------------- | ------- | ----- | ------ | ------------- | ----------------------------------------------- |
|                          | Parti de la justice et du développement (AKP) | 236 392 | 48,76 | 3      | 1             | Şenel Yediyıldız, Ergün Taşcı et Metin Gündoğdu |
|                          | Parti républicain du peuple (CHP)             | 110 237 | 22,74 | 2      | 1             | Seyit Torun et Mustafa Adıgüzel                 |
|                          | Parti d'action nationaliste (MHP)             | 81 680  | 16,85 | 1      | 1             | Cemal Enginyurt                                 |
|                          | Le Bon Parti (İYİ)                            | 41 032  | 8,47  | 0      | Nv.           |                                                 |
|                          | Parti démocratique des peuples (HDP)          | 6 789   | 1,40  | 0      | en stagnation |                                                 |
|                          | Parti de la félicité (SP)                     | 5 530   | 1,14  | 0      | en stagnation |                                                 |
|                          | Parti patriote (VATAN)                        | 1 784   | 0,37  | 0      | en stagnation |                                                 |
|                          | Parti de la cause libre (HÜDA PAR)            | 1 262   | 0,26  | 0      | en stagnation |                                                 |
|                          |                                               |         |       |        |               |                                                 |
| Total                    | Total                                         | 484 706 | 100   | 6      | 1             | -                                               |
| Inscrits / participation | Inscrits / participation                      | 558 478 | 86,71 |        |               |                                                 |

### Élections législatives de 2023
| Partis                   | Partis                                        | Voix    | %     | Sièges | +/-           | Élus                                                |
| ------------------------ | --------------------------------------------- | ------- | ----- | ------ | ------------- | --------------------------------------------------- |
|                          | Parti de la justice et du développement (AKP) | 234 058 | 45,25 | 3      | en stagnation | Mahmut Özer, İbrahim Ufuk Kaynak et Mustafa Hamarat |
|                          | Parti républicain du peuple (CHP)             | 125 438 | 24,25 | 2      | en stagnation | Seyit Torun et Mustafa Adıgüzel                     |
|                          | Parti d'action nationaliste (MHP)             | 65 860  | 12,73 | 1      | en stagnation | Naci Şanlıtürk                                      |
|                          | Le Bon Parti (İYİ)                            | 50 604  | 9,78  | 0      | en stagnation |                                                     |
|                          | Nouveau parti de la prospérité (YRP)          | 11 821  | 2,29  | 0      | Nv.           |                                                     |
|                          | Parti de la victoire (ZP)                     | 7 309   | 1,41  | 0      | Nv.           |                                                     |
|                          | Parti de la grande unité (BBP)                | 4 191   | 0,81  | 0      | en stagnation |                                                     |
|                          | Parti de la patrie (M)                        | 4 024   | 0,78  | 0      | Nv.           |                                                     |
|                          | Parti de la gauche verte (YSP)                | 2 706   | 0,52  | 0      | en stagnation |                                                     |
|                          | Parti des travailleurs de Turquie (TIP)       | 2 239   | 0,43  | 0      | en stagnation |                                                     |
|                          | Parti de la mère patrie (ANAP)                | 2 236   | 0,43  | 0      | en stagnation |                                                     |
|                          | Parti de la justice (AP)                      | 2 183   | 0,42  | 0      | Nv.           |                                                     |
|                          | Parti des droits et libertés (HAK)            | 1 181   | 0,23  | 0      | en stagnation |                                                     |
|                          | Parti de libération du peuple (HKP)           | 579     | 0,11  | 0      | en stagnation |                                                     |
|                          | Parti patriote (VATAN)                        | 566     | 0,11  | 0      | en stagnation |                                                     |
|                          | Parti de la nation (MP)                       | 541     | 0,10  | 0      | en stagnation |                                                     |
|                          | Parti de gauche (SOL)                         | 481     | 0,09  | 0      | en stagnation |                                                     |
|                          | Parti communiste de Turquie (TKP)             | 480     | 0,09  | 0      | en stagnation |                                                     |
|                          | Parti de l'union du pouvoir (GBP)             | 411     | 0,08  | 0      | Nv.           |                                                     |
|                          | Mouvement communiste (TKH)                    | 217     | 0,04  | 0      | Nv.           |                                                     |
|                          | Parti de l'innovation (YP)                    | 140     | 0,03  | 0      | Nv.           |                                                     |
|                          | Parti de la justice et de l'unité (AB)        | 23      | 0,00  | 0      | Nv.           |                                                     |
|                          | Parti jeune (GP)                              | 19      | 0,00  | 0      | en stagnation |                                                     |
|                          | Parti de la route nationale (MYP)             | 3       | 0,00  | 0      | Nv.           |                                                     |
|                          |                                               |         |       |        |               |                                                     |
| Total                    | Total                                         | 517 310 | 100   | 6      | en stagnation | -                                                   |
| Inscrits / participation | Inscrits / participation                      | 590 852 | 87,63 |        |               |                                                     |